# 김장미
김장미(金將美, 1992년 9월 25일~)는 대한민국의 권총 사격 선수이다. 2012년 하계 올림픽 사격 여자 25m 권총 부문에서 금메달을 획득했다.

## 경력
2012년 하계 올림픽 사격 여자 25m 권총 예선에서 591점이라는 예선 올림픽 신기록을 세우며 1위로 결승에 진출했고, 결승에서는 2008년 하계 올림픽 우승자인 중국의 천잉 선수에게 중간에 선두를 내주었으나 다시 역전하여 총점 792.4점으로 금메달을 따냈다.
그녀는 금메달을 획득하며 1992년 하계 올림픽에 출전해 금메달을 획득한 여갑순 이후 20년 만에 여자 사격 부문에서 금메달을 획득한 대한민국 선수가 되었다.

## 개인사
불교 신자이다.

## 학력
- 개흥초등학교
- 부광중학교
- 인천예일고등학교

## 같이 보기
- 올림픽 사격 메달리스트 목록